# Eckehard Pietzsch
Eckehard Pietzsch (n. 14 octombrie 1939, Blumberg⁠(d), Saxonia, Germania Nazistă) este un voleibalist ce a reprezentat Republica Democrată Germană, medaliat olimpic. A participat la 2 ediții ale Jocurilor Olimpice (1968, 1972) în care a câștigat o medalie de argint.